# Jakaya Kikwete
Jakaya Mrisho Kikwete (ur. 7 października 1950 w Msoga) – tanzański polityk i wojskowy, prezydent kraju od 21 grudnia 2005 do 5 listopada 2015.

## Życiorys
W latach 1972–1978 studiował ekonomię na Uniwersytecie w Dar es-Salam. Służył w wojsku, awansując w 1991 do stopnia pułkownika; był m.in. głównym oficerem politycznym Tanzańskiej Armii Ludowej. Jednocześnie pozostawał aktywny politycznie w szeregach Partii Rewolucji (Chama Cha Mapinduzi, CCM). Od 1988 zasiadał w parlamencie (początkowo z nominacji, następnie z wyboru), reprezentując rodzinny region Bagamoyo. W latach 1988–1990 był wiceministrem energetyki, następnie kierował resortami zasobów wodnych i naturalnych (1990–1994), finansów (1994–1995) i spraw zagranicznych (1995–2005).
Był bliskim współpracownikiem prezydenta Benjamina Mkapy, w 2005 został wskazany przez partię Chama Cha Mapinduzi jako kandydat w wyborach prezydenckich, mających wyłonić następcę Mkapy. 14 grudnia 2005 Kikwete został wybrany na prezydenta, uzyskując około 80% głosów; objął urząd 21 grudnia 2005.
Od 31 stycznia 2008 do 31 stycznia 2009 sprawował urząd przewodniczącego Unii Afrykańskiej.
W wyborach prezydenckich w październiku 2010 uzyskał reelekcję, zdobywając 61% głosów i 6 listopada 2010 został zaprzysiężony na drugą kadencję.
5 listopada 2015 przekazał urząd głowy państwa na ręce Johna Magufuli, zwycięzcy wyborów prezydenckich z 25 października 2015. Okres rządów Kikwete był dla Tanzanii okresem wzmożonego rozwoju ekonomicznego i wywindowaniem pozycji kraju na arenie międzynarodowej. Sam Jakaya Kikwete tak skomentował koniec swojej prezydentury:

Dlaczego mam być smutny? Widzicie, że jestem szczęśliwy. Odegrałem swoją rolę, teraz muszę iść dalej, pozwolić nowej ekipie prowadzić kraj naprzód.